# Dreiband-Europameisterschaft der Junioren 2001

Logo CEB (ausrichtender Verband)

Die Dreiband-Europameisterschaft der Junioren 2001 war ein Turnier in der Karambolagedisziplin Dreiband und fand vom 11. bis 13. Februar in Billy-Montigny statt.

## Modus
Gespielt wurde mit 16 Teilnehmern in vier Gruppen à vier Spielern im Round-Robin-Modus. Die beiden Gruppenbesten qualifizierten sich für das Viertelfinale. Bei Punktegleichheit zählte der direkte Vergleich. Die Partiedistanz betrug zwei Gewinnsätze à 15 Punkte.

## Qualifikation
| Abschlusstabelle Gruppe A | Abschlusstabelle Gruppe A | Abschlusstabelle Gruppe A | Abschlusstabelle Gruppe A | Abschlusstabelle Gruppe A | Abschlusstabelle Gruppe A | Abschlusstabelle Gruppe A | Abschlusstabelle Gruppe A | Abschlusstabelle Gruppe A |
| Platz                     | Name                      | PP                        | SP                        | Pkte                      | Aufn.                     | GD                        | BED                       |                           |
| ------------------------- | ------------------------- | ------------------------- | ------------------------- | ------------------------- | ------------------------- | ------------------------- | ------------------------- | ------------------------- |
| 1                         | Jarno Klompenhouwer       | 6                         | 6:2                       | 109                       | 133                       | 0,804                     | 0,909                     |                           |
| 2                         | Peter Ceulemans           | 4                         | 5:2                       | 103                       | 107                       | 0,962                     | 0,967                     |                           |
| 3                         | Stéphane Schillinger      | 2                         | 3:4                       | 78                        | 122                       | 0,639                     | 0,789                     |                           |
| 4                         | Brice Briére              | 0                         | 0:6                       | 28                        | 100                       | 0,280                     | -                         |                           |

| Abschlusstabelle Gruppe B | Abschlusstabelle Gruppe B | Abschlusstabelle Gruppe B | Abschlusstabelle Gruppe B | Abschlusstabelle Gruppe B | Abschlusstabelle Gruppe B | Abschlusstabelle Gruppe B | Abschlusstabelle Gruppe B | Abschlusstabelle Gruppe B |
| Platz                     | Name                      | PP                        | SP                        | Pkte                      | Aufn.                     | GD                        | BED                       |                           |
| ------------------------- | ------------------------- | ------------------------- | ------------------------- | ------------------------- | ------------------------- | ------------------------- | ------------------------- | ------------------------- |
| 1                         | Mehmet Can Çapak          | 6                         | 6:1                       | 102                       | 102                       | 1,000                     | 1,200                     |                           |
| 2                         | Ramazan Durdu             | 4                         | 4:3                       | 92                        | 129                       | 0,713                     | 0,722                     |                           |
| 3                         | Danny Sörensen            | 2                         | 3:5                       | 82                        | 133                       | 0,616                     | 0,727                     |                           |
| 4                         | José Garcia Navarro       | 0                         | 2:6                       | 87                        | 142                       | 0,612                     | -                         |                           |

| Abschlusstabelle Gruppe C | Abschlusstabelle Gruppe C | Abschlusstabelle Gruppe C | Abschlusstabelle Gruppe C | Abschlusstabelle Gruppe C | Abschlusstabelle Gruppe C | Abschlusstabelle Gruppe C | Abschlusstabelle Gruppe C | Abschlusstabelle Gruppe C |
| Platz                     | Name                      | PP                        | SP                        | Pkte                      | Aufn.                     | GD                        | BED                       |                           |
| ------------------------- | ------------------------- | ------------------------- | ------------------------- | ------------------------- | ------------------------- | ------------------------- | ------------------------- | ------------------------- |
| 1                         | Michael Lohse             | 6                         | 6:1                       | 99                        | 111                       | 0,891                     | 1,034                     |                           |
| 2                         | Filipos Kasidokostas      | 4                         | 5:2                       | 98                        | 97                        | 1,010                     | 1,500                     |                           |
| 3                         | Radovan Hájek             | 2                         | 2:4                       | 68                        | 91                        | 0,747                     | 0,810                     |                           |
| 4                         | Sascha Ciupke             | 0                         | 0:6                       | 64                        | 95                        | 0,673                     | -                         |                           |

| Abschlusstabelle Gruppe D | Abschlusstabelle Gruppe D | Abschlusstabelle Gruppe D | Abschlusstabelle Gruppe D | Abschlusstabelle Gruppe D | Abschlusstabelle Gruppe D | Abschlusstabelle Gruppe D | Abschlusstabelle Gruppe D | Abschlusstabelle Gruppe D |
| Platz                     | Name                      | PP                        | SP                        | Pkte                      | Aufn.                     | GD                        | BED                       |                           |
| ------------------------- | ------------------------- | ------------------------- | ------------------------- | ------------------------- | ------------------------- | ------------------------- | ------------------------- | ------------------------- |
| 1                         | Jérémy Bury               | 6                         | 6:1                       | 96                        | 116                       | 0,827                     | 1,071                     |                           |
| 2                         | José-Maria Más            | 4                         | 4:4                       | 110                       | 162                       | 0,679                     | 0,704                     |                           |
| 3                         | Frédéric Mottet           | 2                         | 4:4                       | 97                        | 156                       | 0,621                     | 0,681                     |                           |
| 4                         | Balázs Léb                | 0                         | 1:6                       | 70                        | 152                       | 0,460                     | -                         |                           |

## Finalrunde
|  | Viertelfinale Best of 3 | Viertelfinale Best of 3 |                      |                 | Halbfinale Best of 3 | Halbfinale Best of 3 |  |  | Finale Best of 3 | Finale Best of 3 |
|  |                         |                         |                      |                 |                      |                      |  |  |                  |                  |
|  |                         |                         |                      |                 |                      |                      |  |  |                  |                  |
|  | Mehmet Can Çapak        | 0:2/9/16/0,562          |                      |                 |                      |                      |  |  |                  |                  |
|  | Mehmet Can Çapak        | 0:2/9/16/0,562          |                      |                 |                      |                      |  |  |                  |                  |
|  | Filipos Kasidokostas    | 2:0/30/17/1,764         |                      |                 |                      |                      |  |  |                  |                  |
|  | Filipos Kasidokostas    | 2:0/30/17/1,764         | Filipos Kasidokostas | 0:2/16/35/0,457 |                      |                      |  |  |                  |                  |
|  |                         |                         | Filipos Kasidokostas | 0:2/16/35/0,457 |                      |                      |  |  |                  |                  |
|  |                         | Peter Ceulemans         | 2:0/30/36/0,833      |                 |                      |                      |  |  |                  |                  |
|  | Jérémy Bury             | Peter Ceulemans         | 2:0/30/36/0,833      | 0:2/16/21/0,761 |                      |                      |  |  |                  |                  |
|  | Jérémy Bury             |                         |                      | 0:2/16/21/0,761 |                      |                      |  |  |                  |                  |
|  | Peter Ceulemans         | 2:0/30/22/1,363         |                      |                 |                      |                      |  |  |                  |                  |
|  |                         |                         | Peter Ceulemans      | 2:1/42/41/1,024 |                      |                      |  |  |                  |                  |
|  |                         |                         |                      | Michael Lohse   | 1:2/28/39/0,717      |                      |  |  |                  |                  |
|  | Jarno Klompenhouwer     | 0:2/13/31/0,419         |                      |                 |                      |                      |  |  |                  |                  |
|  | José-Maria Más          | 2:0/30/32/0,937         |                      |                 |                      |                      |  |  |                  |                  |
|  | José-Maria Más          | 2:0/30/32/0,937         | José-Maria Más       | 1:2/31/36/0,861 |                      |                      |  |  |                  |                  |
|  |                         |                         | José-Maria Más       | 1:2/31/36/0,861 | Spiel um Platz 3     |                      |  |  |                  |                  |
|  |                         | Michael Lohse           | 2:1/44/36/1,222      |                 |                      |                      |  |  |                  |                  |
|  | Michael Lohse           | Michael Lohse           | 2:1/44/36/1,222      | 2:0/30/22/1,363 | Filipos Kasidokostas | 2:1/41/42/0,976      |  |  |                  |                  |
|  | Michael Lohse           |                         |                      | 2:0/30/22/1,363 | Filipos Kasidokostas | 2:1/41/42/0,976      |  |  |                  |                  |
|  | Ramazan Durdu           | 0:2/21/21/1,000         |                      | José-Maria Más  | 1:2/26/43/0,604      |                      |  |  |                  |                  |
|  | Ramazan Durdu           | 0:2/21/21/1,000         |                      |                 | 1:2/26/43/0,604      |                      |  |  |                  |                  |
|  |                         |                         |                      |                 |                      |                      |  |  |                  |                  |

## Abschlusstabelle
| MP    | Match Points (Sieger = 2; Unentschieden = 1; Verlierer = 0) |
| Pkte. | Erzielte Karambolagen                                       |
| Aufn. | Benötigte Versuche                                          |
| GD    | Generaldurchschnitt                                         |
| BED   | Bester Einzeldurchschnitt eines Spielers                    |
| HS    | Höchstserie                                                 |
|       | Bester GD des Turniers                                      |
|       | Bester ED des Turniers                                      |
|       | Beste HS des Turniers                                       |
|       | 1. Platz (Gold)                                             |
|       | 2. Platz (Silber)                                           |
|       | 3. Platz (Bronze)                                           |

| Endklassement              | Endklassement        | Endklassement | Endklassement | Endklassement | Endklassement | Endklassement | Endklassement | Endklassement |
| Platz                      | Name                 | PP            | SP            | Pkte.         | Aufn.         | GD            | BED           | HS            |
| -------------------------- | -------------------- | ------------- | ------------- | ------------- | ------------- | ------------- | ------------- | ------------- |
| 1                          | Peter Ceulemans      | 10:2          | 11:3          | 205           | 206           | 0,995         | 1,363         | 8             |
| 2                          | Michael Lohse        | 10:2          | 11:4          | 201           | 208           | 0,966         | 1,363         | 5             |
| 3                          | Filipos Kasidokostas | 8:4           | 9:5           | 185           | 191           | 0,968         | 1,764         | 7             |
| 4                          | José-Maria Más       | 6:6           | 8:8           | 197           | 273           | 0,721         | 0,937         | 6             |
| 5                          | Mehmet Can Çapak     | 6:2           | 6:3           | 111           | 118           | 0,940         | 1,200         | 9             |
| 6                          | Jérémy Bury          | 6:2           | 6:3           | 112           | 137           | 0,817         | 1,071         | 4             |
| 7                          | Jarno Klompenhouwer  | 6:2           | 6:4           | 120           | 164           | 0,731         | 0,909         | 5             |
| 8                          | Ramazan Durdu        | 4:4           | 4:5           | 113           | 150           | 0,753         | 0,722         | 6             |
| 9                          | Frédéric Mottet      | 2             | 4:4           | 97            | 156           | 0,621         | 0,681         | 6             |
| 10                         | Stéphane Schillinger | 2             | 3:4           | 78            | 122           | 0,639         | 0,789         | 5             |
| 11                         | Danny Sörensen       | 2             | 3:5           | 82            | 133           | 0,616         | 0,727         | 6             |
| 12                         | Radovan Hájek        | 2             | 2:4           | 68            | 91            | 0,747         | 0,810         | 7             |
| 13                         | José Garcia Navarro  | 0             | 2:6           | 87            | 142           | 0,612         | -             | 8             |
| 14                         | Balázs Léb           | 0             | 1:6           | 70            | 152           | 0,460         | -             | 5             |
| 15                         | Sascha Ciupke        | 0             | 0:6           | 64            | 95            | 0,673         | -             | 5             |
| 16                         | Brice Briére         | 0             | 0:6           | 28            | 100           | 0,280         | -             | 2             |
| Turnierdurchschnitt: 0,746 |                      |               |               |               |               |               |               |               |